# 美月 (プロレスラー)
美月（みづき、1993年12月14日 - ）は、日本の女子プロレスラー。愛知県豊田市出身。
豊田プロレス☆勇気およびスポルティーバエンターテイメントの2団体に所属する。
覆面レスラーであり、本名は非公開。

## 経歴
2011年8月1日、「豊田おいでんプロレス☆勇気」旗揚げ時マスコットガール（タイガーピンク2号）として活動。
2013年7月、団体名が「豊田プロレス☆勇気」に改名。練習生として活動。
2014年8月17日、名古屋市総合体育館（日本ガイシホール）第3競技場、対こしなか四郷戦にてデビュー。
2017年よりREINA女子プロレスにレギュラー参戦を果たし、10月に後楽園ホール登場を果たす。

## 人物
- フルコンタクト空手を小学生の頃から始め、全国大会で多々入賞経験がある。蹴り技を得意とする。
- マスコットガール時代には、プロレスのリングでバット折りの演武を行っていた。
- 旗揚げから現在に至るまで年に数回、児童養護施設や身体障がい者施設をボランティア活動をしている。
- デビューと前後して大学の薬学部に在学し、学業とプロレス活動の両立をしていた。卒業後は薬剤師を兼業している。

## 得意技
- 回転胴まわし蹴り
- 全力スクールボーイ
- クリスタルハイ（変則ハイキック）
- 胴締めフロントネックロック

## 入場曲
- READY GO!!